# Ben Aerden

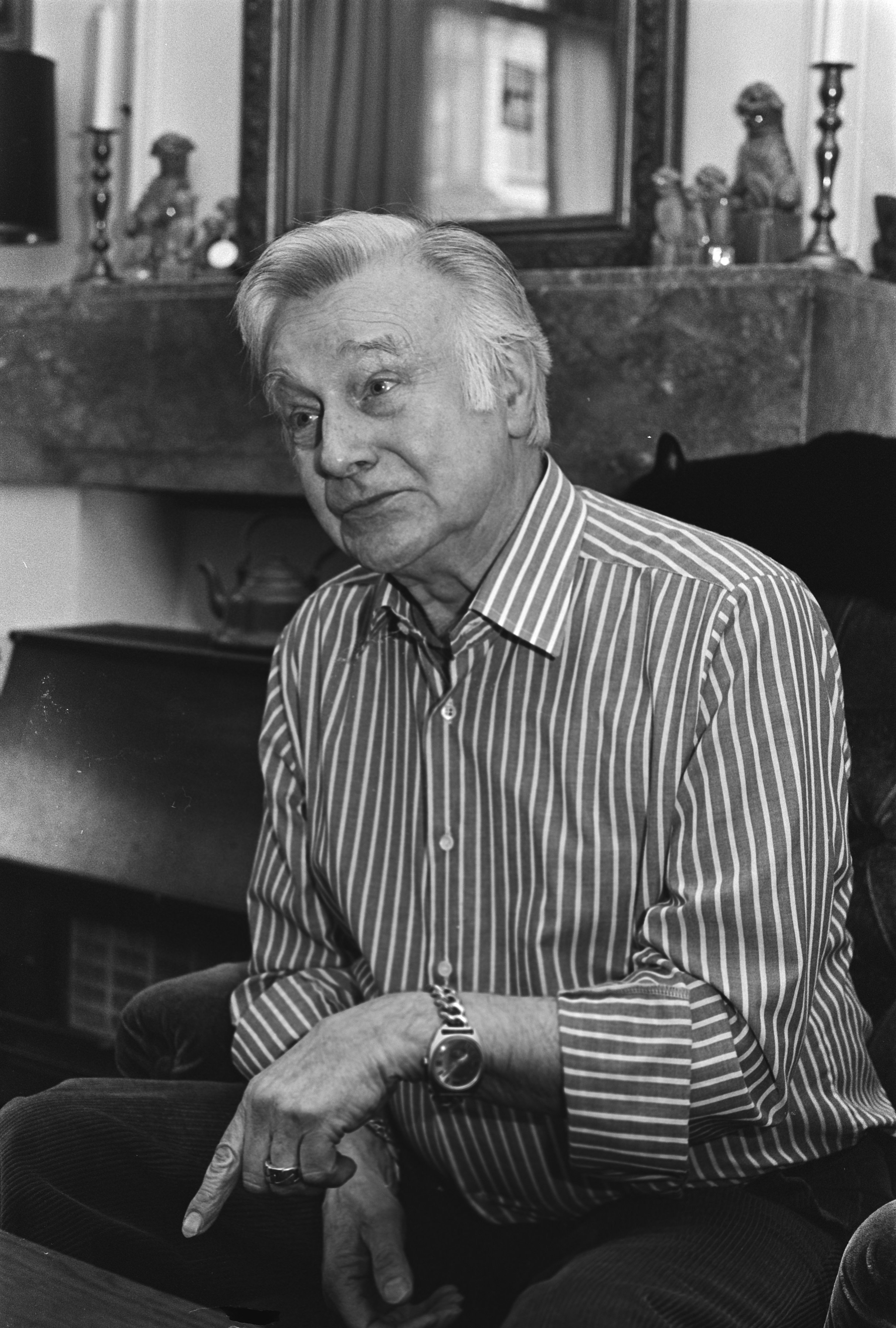
Ben Aerden in 1981

Ben Aerden (Amsterdam, 6 juni 1910 – Amsterdam, 29 oktober 1988) was een Nederlands acteur. 
Aerden begon zijn loopbaan als toneelspeler en was in 1968 de oprichter van de Amsterdamse Theatergroep Toetssteen. Later speelde hij ook in films en televisieseries, onder andere in Spetters (1980), Rikkel Nikkel, De Avonturen Van Een Robot (1961) en Het wonderlijke leven van Willem Parel (1955). Ook had Aerden een rol in de televisieserie Dagboek van een herdershond en werkte hij mee aan diverse hoorspelen.
Later was Ben Aerden ook artistiek leider van de Amateurtheater school aan de Overtoom in Amsterdam.